# Frank Asbeck

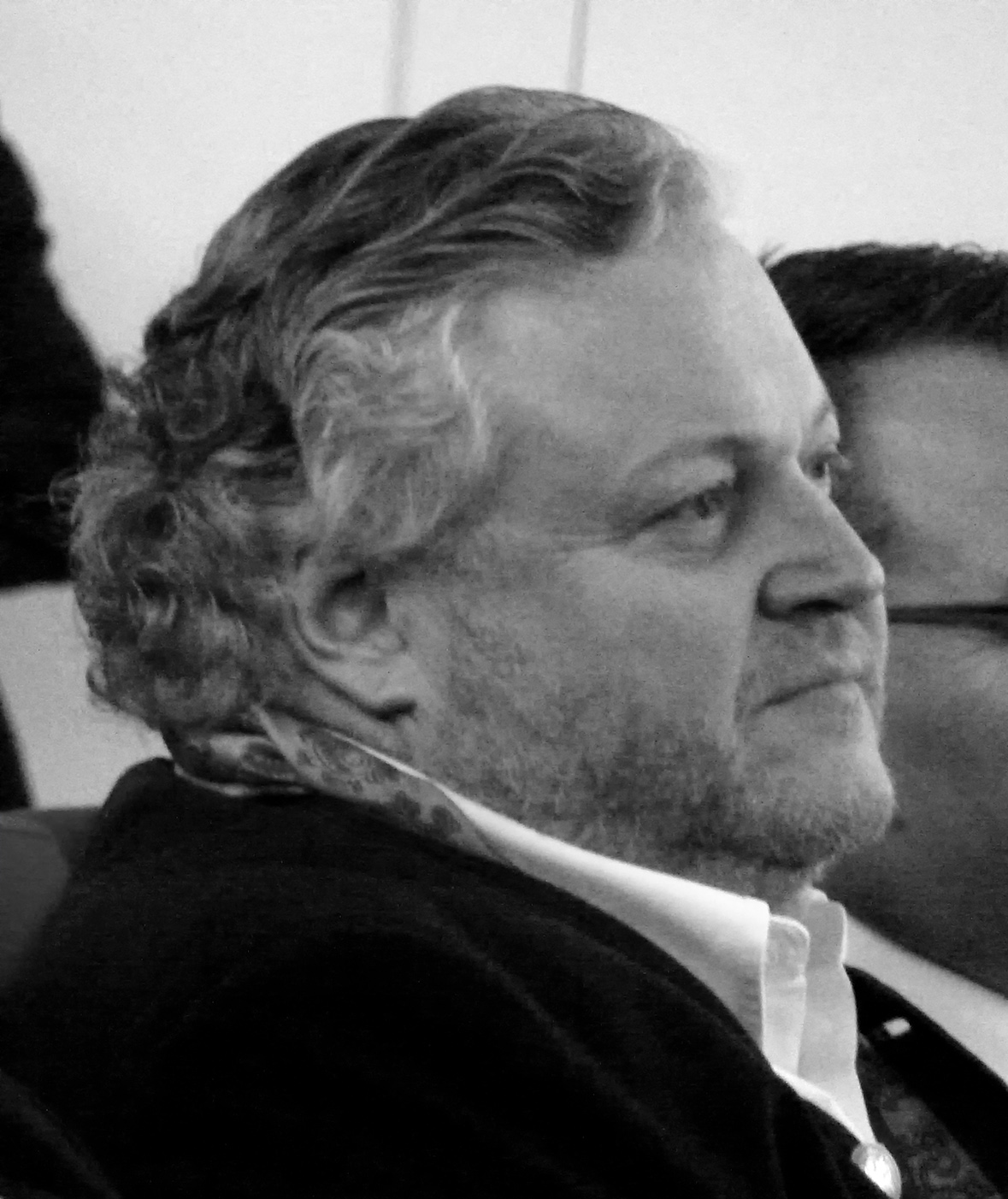
Frank Asbeck (2013)

Frank H. Asbeck (* 11. August 1959 in Hagen) ist ein deutscher Unternehmer und Vorstandsvorsitzender der SolarWorld AG und der Solarparc AG. An der SolarWorld AG hielt er bis Mitte 2013 einen Anteil von 28 %. Hinzu kommen u. a. Anteile an der Privatbank Hauck & Aufhäuser.

## Leben
Asbeck stammt aus einer alten Industriellenfamilie. Sein Vater stammt aus Westfalen und seine Mutter aus dem Elsass. Asbeck ging in Dortmund zur Schule und legte dort das Abitur ab. Danach ging er zum Studium an die Universität Bonn und schloss dort 1982 ein Studium der Agrarwissenschaften als Diplom-Ingenieur ab.
Im Dezember 1979 gehörte er mit Petra Kelly, Gert Bastian, Michael Vesper und anderen zu den Gründungsmitgliedern eines der ersten grünen Landesverbände in Hersel bei Bonn. In den Jahren danach war er einige Zeit als jüngstes Fraktionsmitglied im Kreistag des Rhein-Sieg-Kreises aktiv, ehe er sich 1987 aus der aktiven Politik zurückzog. Er ist bis heute Mitglied der Partei Bündnis 90/Die Grünen.
1988 eröffnete Asbeck ein Ingenieurbüro zur Demontage von Industrieanlagen und zum Bau von Blockheizkraftwerken, in das auch sein Bruder Marc eintrat. Diese Tätigkeiten wurden bald darauf um den Handel mit Photovoltaik-Modulen und Wechselrichtern und mit Bausätzen und Systemen zur Sonnenenergiegewinnung erweitert. Zeitweise führte er zudem mit seinem Bruder Marc ein Unternehmen, das Sonderschutzfahrzeuge vermietete. 1993 wurde die Asbeck Immobilien GmbH (1998: Asbeck Immobilien- und Kraftwerksgesellschaft mbH, 2000: WindWelt GmbH) gegründet, die 2005 in die Solarparc Aktiengesellschaft umgewandelt worden ist.
Ende 2008 erwarb er das Gut Calmuth bei Remagen und damit das Gelände der ehemaligen Internationalen Film-Union GmbH, um sich dort seinem Jagdhobby widmen zu können. Ende 2012 erwarb er vom Entertainer Thomas Gottschalk für über 5 Millionen Euro das Schloss Marienfels nordwestlich von Remagen, auch um sein Jagdrevier auszuweiten.

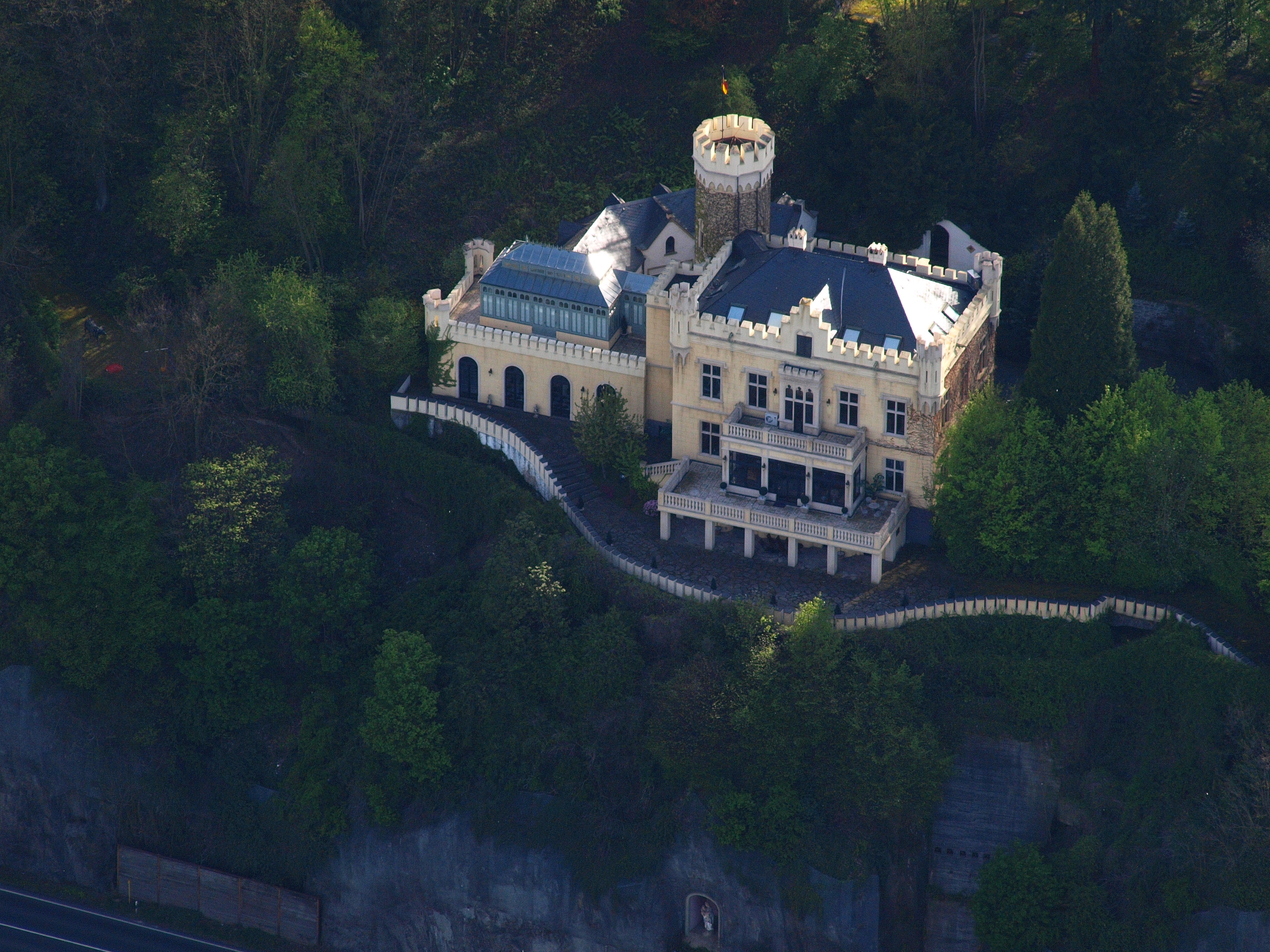
Schloss Marienfels

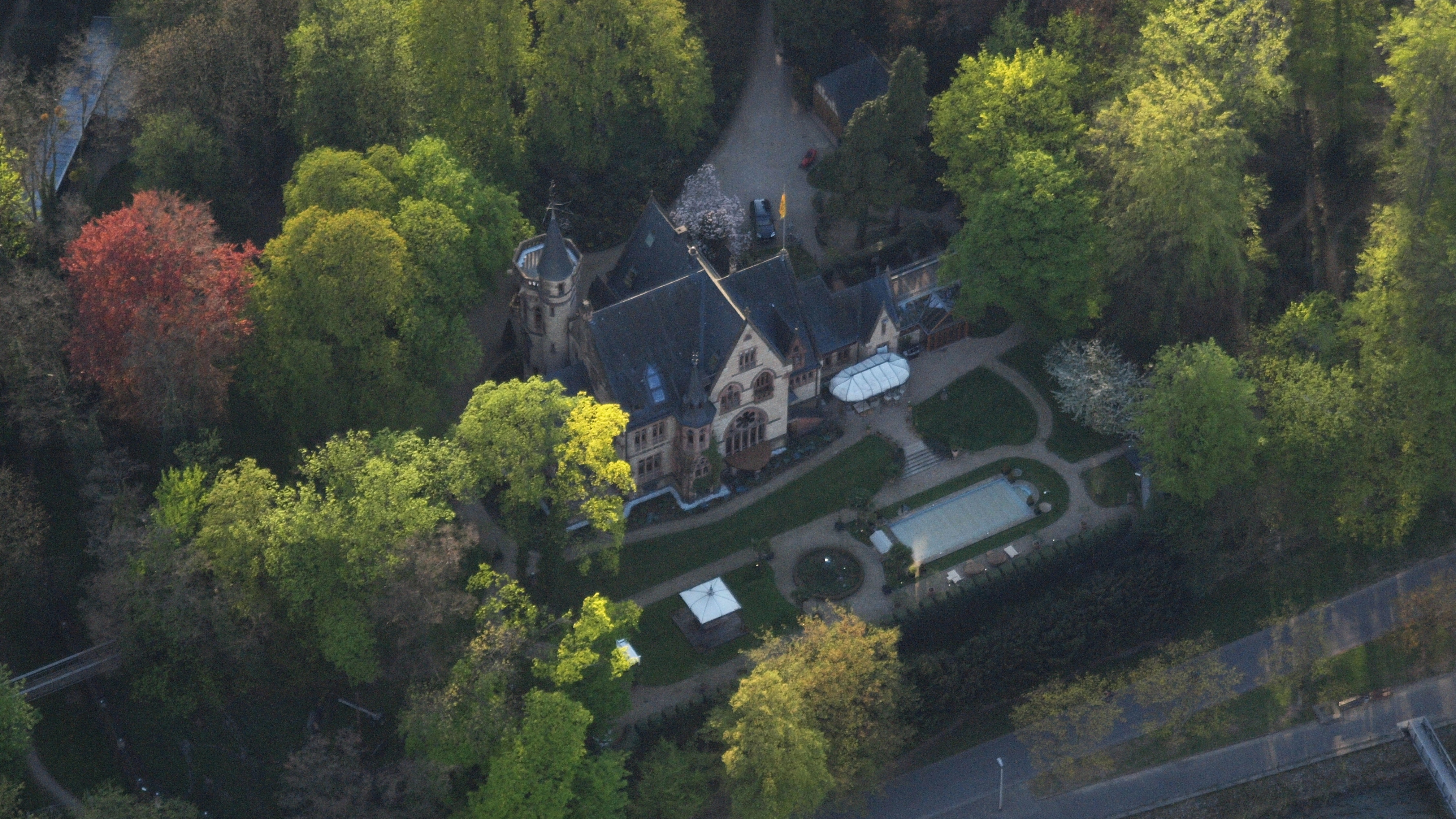
Villa Cahn

Im Juni 2009 wurde Asbeck mit dem Bundesverdienstkreuz am Bande für sein soziales Engagement und seinen Einsatz für den Klimaschutz ausgezeichnet. Die Ehrung nahm der Ministerpräsident von Nordrhein-Westfalen, Jürgen Rüttgers, vor.
2009 veröffentlichte Asbeck sein Buch Eine solare Welt, in dem er erklärt, wie sich die Photovoltaik entwickelt hat und warum sie seiner Meinung nach in der Energieversorgung der Zukunft eine Schlüsselrolle spielen wird.
Der bekennende Legastheniker lebte mit seiner damaligen Ehefrau Susanne Birkenstock in der Villa Cahn im Bonner Stadtbezirk Bad Godesberg. Als Protagonist der Solarindustrie und aufgrund seines offen zur Schau getragenen genussfreudigen Lebensstils wurde Asbeck in der Presse bis zur zweiten Insolvenz von Solarworld oft doppeldeutig als „Sonnenkönig“ tituliert. Nach Asbeck wurde eine sonnenenergieverwertende Meeresnacktschnecke der Clade Sacoglossa – Elysia asbecki – benannt. Frank Asbeck ist in vielfältiger Weise sozial engagiert. Seit 2006 ist er Kurator der Bürgerstiftung Rheinviertel. 2010 wurde er Ehrendoktor der TU Bergakademie Freiberg.

## Solarworld
Asbeck gründete 1998 die Firma Solarworld und brachte sie 1999 an die Börse. In den Jahren danach wurde Solarworld – auch durch Zukäufe anderer Unternehmen – zu einem der weltgrößten Hersteller von Photovoltaik-Modulen.
Im November 2008 sorgte Asbeck mit dem Plan für Aufsehen, die Adam Opel GmbH aus dem Mutterkonzern General Motors herauszukaufen und in seine Firma Solarworld zu integrieren.
2013 wurde wegen einer existenziellen Krise des Unternehmens eine Sanierung beschlossen, bei der sein Aktienanteil auf etwa ein Prozent sinken würde.
Seit 2010 besteht eine Partnerschaft von SolarWorld mit Qatar Solar Technologies; Asbeck ist dort Mitglied im Aufsichtsrat.
Am 10. Mai 2017 kündigte Solarworld erstmals Insolvenz an. Im selben Jahr überprüfte die Bafin die Rechtmäßigkeit eines umstrittenen Verkaufs von Aktien durch Asbeck. Nach einer Änderung in der Gesellschafterstruktur setzte das Unternehmen seinen Betrieb zunächst fort, musste im März 2018 aber endgültig Insolvenz anmelden; das Verfahren wurde am 27. März 2018 bei dem Amtsgericht Bonn - 99 IN 48/18 - eröffnet.  Von der Insolvenz waren 570 Mitarbeiter an den Standorten Bonn, Freiberg und Arnstadt betroffen. Der Insolvenzverwalter Piepenburg verklagte die Vorstandsmitglieder von Solarworld vor dem Bonner Landgericht -  14 O 31/21 - wegen Insolvenzverschleppung auf Zahlung von insgesamt 731 Mio. Euro.

## Rundfunkberichte
- Marcel Siepmann und Thomas Kiesling: Solarbetrug im großen Stil, MDR exakt (Manuskript als PDF)
- Ingolf Gritschneder und Georg Wellmann, Im Reich des Sonnenkönigs: Dunkle Geschäfte bei der Solarworld, ARD (Info bei programm.ard.de), 17. Dezember 2014